# Ниноцминда
Ниноцминда (груз. ნინოწმინდა) је град у Грузији у регији Самцхе-Џавахетија. Према процени из 2014. у граду је живело 5.144 становника.

## Становништво
Према процени, у граду је 2014. живело 5.144 становника.
| 1989. | 2002. | 2014  |
| ----- | ----- | ----- |
| 7.285 | 6.287 | 5.144 |